# 劇場版 SPEC〜結〜
『劇場版 SPEC〜結〜』（げきじょうばん スペック クローズ）は、2013年公開の日本映画。2部構成の作品で、前篇『漸ノ篇』（ぜんのへん）が11月1日に、後篇『爻ノ篇』（こうのへん）が11月29日に連続公開された。TBSのテレビドラマ『SPEC〜警視庁公安部公安第五課 未詳事件特別対策係事件簿〜』の劇場版で、前作の映画『劇場版 SPEC〜天〜』に続く作品であり、シリーズの完結篇である。
公開前の10月23日には、TBSにてSPECシリーズの前日譚『SPEC〜零〜』がスペシャルドラマとして放送された。

## ストーリー

### 漸ノ篇
前作から5か月後の2013年2月、入院中の瀬文は、青池里子が娘の潤と共に病院を抜け出し行方不明だと当麻から伝えられ、現場に復帰する。そのころ、ある国際会議の席上では、シンプルプラン、すなわちSPEC HOLDER全滅作戦を進めているが、日本代表者「卑弥呼」が突然計画中止を訴え、拒絶するメンバーをSPECで消滅させる。一方、潤は子供から大人の姿に変化し里子の傷を癒すなどSPECを発揮し、里子を監禁する。そしてセカイとともに自分たちを「先人類の末裔」「ラプラスの悪魔」、この世界を「バブル」と呼んで現人類の愚かさを見下し、彼らに審判が下ることを語る。
当麻たちが里子の行方をつかめない中、野々村は雅とハワイで結婚式を挙げると称し、部下たちに引継書を渡して休暇を取る。ある夜、当麻の亡き父・天（そら）の親友の湯田（とうだ）が当麻の自宅を訪れ、天がパラレルワールドの研究をしその存在を確認していたこと、それを知ったニノマエのクローン開発者・プロフェッサーJからの誘いを断ったために殺されたこと、SPECの存在がガイアの意志によるものという説を主張していたことを当麻に語る。しかしその話の最中、当麻の祖母・葉子が何者かに憑依され、湯田を「裏切り者」と罵り手榴弾をばらまき爆発させる。同席していた瀬文に救われ当麻は無事だったが、葉子は死亡、湯田は意識不明となる。さらに当麻たちは、引継書によって野々村がシンプルプランを阻止すべく単独で行動していることを知る。
当麻は密かに自分のSPECを使おうとして、能力が暴走する恐怖に怯える。当麻は瀬文に、SPEC暴走への恐れや、使わなければ刑事としてベストを尽くせない葛藤、自分がSPEC HOLDERであるために野々村ら仲間を危険に晒すことなどに混乱する気持をぶつける。瀬文は当麻がSPEC HOLDERであることを気にせず仲間として大事に思うと伝え、彼女を落ち着かせる。当麻は瀬文に、自分が道を踏み外した時には撃ち殺してほしいと頼み、瀬文はそれに応じる。
一方、野々村はSPEC HOLDERだけに感染するというウイルスを入手するが、彼の前に里子のバディ・宮野が現れ、ワクチン開発のためにそれを渡すよう迫る。野々村は宮野がワクチンを独占しようとする他国のスパイであることを見抜いて銃撃されるが、すでにウイルスを偽物にすりかえ本物は未詳宛てに送付していた。当麻たちが知人の研究員・福田にこれを元にしたワクチン開発を頼んでいたところ、野々村が、次いでミイラ状態から蘇生した吉川と仲間たちが現れる。しかし実は野々村はすでに射殺された遺体で、死体に憑依する敵に操られていた。敵は当麻を人質に取るが、野々村の意思が復活して当麻を助け、瀬文たちに自分もろとも敵を撃たせて倒す。だが、一同を城旭斎浄海が水芸のSPECで襲い、混乱の中、当麻の手の中でウイルスの瓶が割れてしまう。当麻に反撃され自らもウイルスに感染した浄海は突然第三者に狙撃されて死に、黒幕は不明となる。警視庁屋上のアンテナの上で、潤たちは野々村の死を嘲笑い、その場にはプロフェッサーJと呼ばれる人物がいる。野々村の遺体の前で嘆く雅を前に、当麻は敵への殺意を募らせる。

### 爻ノ篇

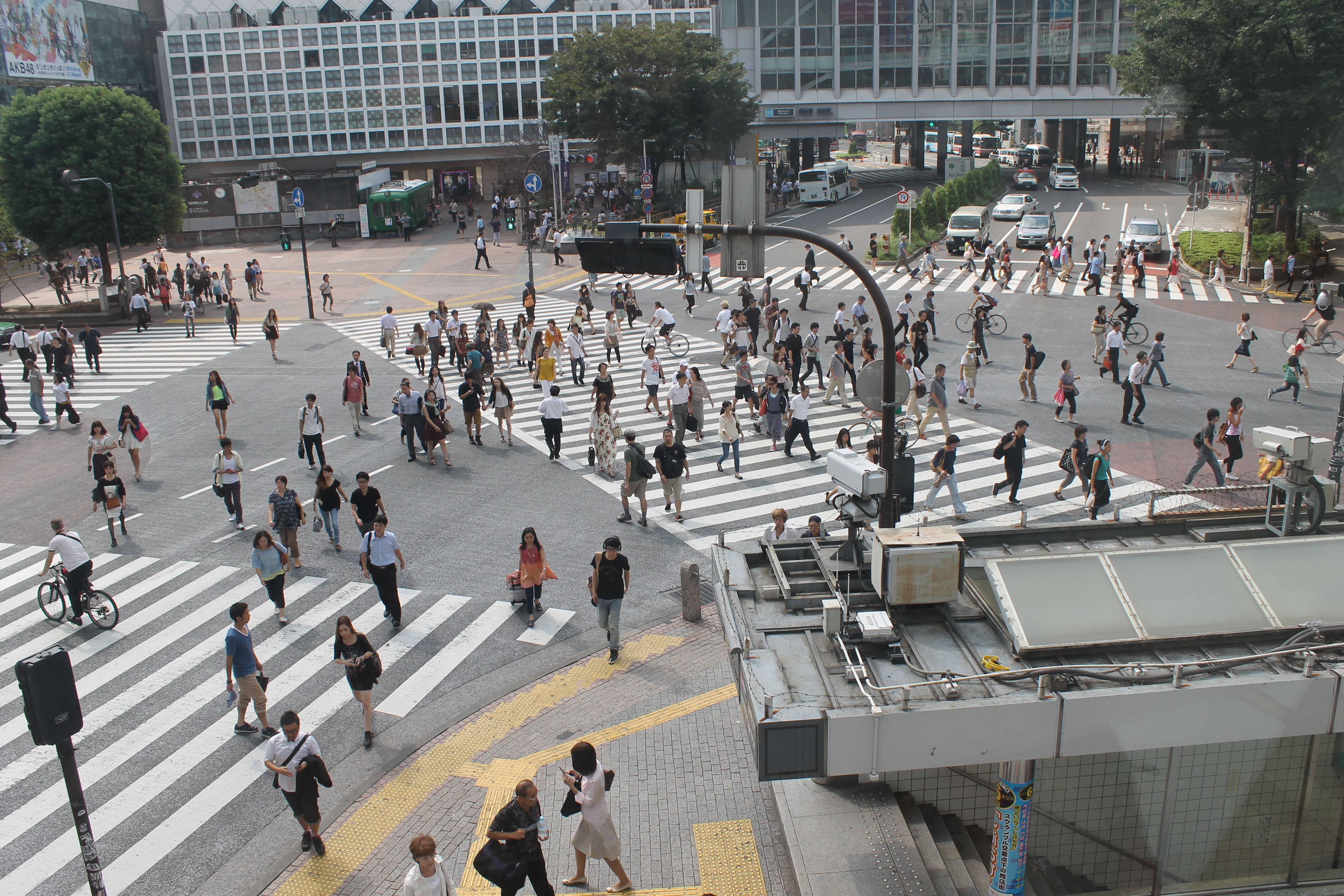
ラストシーンロケ地・渋谷周辺の風景

当麻が感染したシンプルプランのウイルスはありふれたインフルエンザウイルスであると分かる。一同は安堵するが、疑問を抱いた当麻は推理の末、湯田の本名が「ユダ（Judah）」でありその正体がプロフェッサーJであると気付く。同じころ、本性を現した湯田は警察病院で厳重に保護されているSPEC HOLDERたちのうち大人を虐殺、子供にウイルスを感染させる。子供たちには治療薬が効かず次々に死んでゆく。当麻はありふれたものに見せかけて、普通の人間とわずかにDNAの違うSPEC HOLDERだけに致死性を持つウイルスを作成したと見抜き残酷な手口に憤る。
当麻は瀬文の見守る中、ついにSPECを使い、先人類たちの霊体である八咫烏の群れとともに空を駆け、ファティマ第三の予言に現れる「左手に火の剣を持つ天使」となって厚木基地内での国際会議に乱入する。八咫烏の起こす停電と事故で世界中が混乱に陥る中、警視庁屋上のアンテナに登った瀬文と吉川は、人類を滅ぼそうとするセカイと潤に遭遇する。彼ら先人類はガイアと調和して生きるSPEC HOLDERであり、その目的は、地球外より飛来したアミノ酸から変異して増殖し先人類を滅ぼして発展した、欲望にまみれた現人類からこの世界を取り戻すことだった。吉川は彼らと口論し屋上から転落させられる。瀬文は潤に銃を向けるが、そこへ里子が現れ、母として潤をかばい瀬文は銃撃を諦める。セカイたちは時を止めて屋上から瀬文を追い払い、湯田とともに先人類復活のための「ソロモンの鍵」として当麻を操り屋上に呼び寄せるが、当麻は彼らの操作を拒絶し、呼び出したSPEC HOLDERたちとともに対戦する。当麻たちは卑弥呼の協力でセカイらの目を欺き、彼らの予定通りに起きた基地の爆発や核ミサイルの発射をホルダーたちの協力で停止していた。セカイは怒りにかられ、そのSPECで卑弥呼、里子とその愛に心打たれ娘として寄り添った潤、そしてSPEC HOLDERたちを次々に消し、地上をマグマの噴出する火の海と化す。
当麻はセカイのSPECを餃子ロボを鏡にして反射し彼らを冥界に堕とし、冷泉に貰った予言と卑弥呼の助言どおり、右手に宿るパラレルワールドを繋ぐ力で先人類の霊体を冥界に閉じ込めたうえ、死ぬことで人類を守ろうとするが、その肉体を通して外に飛び出そうとする先人類たちに抵抗され苦しむ。当麻は瀬文の名を叫び、現れた彼に自分を撃ち殺すよう頼む。瀬文は来世で当麻に待つよう約束し、放たれた銃弾が彼女を撃ち抜いた瞬間、世界は何ごともなかったかのように元通りになる。当麻の亡骸を前にした瀬文は、警官殺しの犯罪者として他の刑事たちに確保され、殴られる中で、空に浮かぶ当麻の姿を見る。
エピローグ、謎の男女の声が、この世界の時間が巻き戻されたこと、当麻が時間の無間地獄の中にいることを語る。これまでの物語から当麻の姿が消え、少し変質した世界を彼女は浮遊して彷徨い、瀬文のいる牢獄の中に辿り着く。瀬文は漂う当麻に気付き、その腕を捉え、当麻はその腕を握り返し、互いの存在を認識した二人は微笑み合う。繰り返される歴史が語られ、エンドロールのあと、赤いキャリーバッグを引いた女と坊主頭の男の後姿が雑踏の中に消えてゆく。

## キャスト
- 当麻紗綾 - 戸田恵梨香
- 瀬文焚流 - 加瀬亮
- 吉川州 - 北村一輝
- 青池里子 - 栗山千明
- 馬場香 - 岡田浩暉
- 鹿浜歩 - 松澤一之
- 猪俣宗次 - 載寧龍二
- 正汽雅 - 有村架純
- 一十一（当麻陽太） - 神木隆之介
- 志村美鈴 - 福田沙紀
- 地居聖 - 城田優
- 冷泉俊明 - 田中哲司
- 海野亮太 - 安田顕
- サトリ - 真野恵里菜
- マダム陽（マダムヤン）・マダム陰（マダムイン） - 浅野ゆう子
- 宮野珠紀 - 三浦貴大
- 当麻葉子 - 大森暁美
- 市郷医師 - 半海一晃
- ゲッツの人 - ダンディ坂野
- 青池潤（子供） - 森山樹
- 餃子ロボ親父 - 多田木亮佑
- ナンシー - Simone
- 当麻天 - 佐野元春
- 当麻流夏 - 石田えり
- 城旭斎浄海 - 香椎由宇
- 湯田秀樹（ユダ/プロフェッサーJ） - 遠藤憲一
- 福田健太郎 - KENCHI（EXILE）
- 韓国語を話す要人女性 - イ・ナヨン（友情出演）
- 場名直人 - 渡辺いっけい
- 神戸明（八咫烏） - 宅間孝行（友情出演）[2]
- 堀北真希（特別出演）[3]
- 朝倉 - 井上真樹夫（声の出演）[4]
- 田島令子（声の出演）
- セカイ - 向井理
- 謎の白い女/青池潤（大人） - 大島優子
- 卑弥呼 - 北大路欣也（特別出演）
- 野々村光太郎 - 竜雷太

## 製作

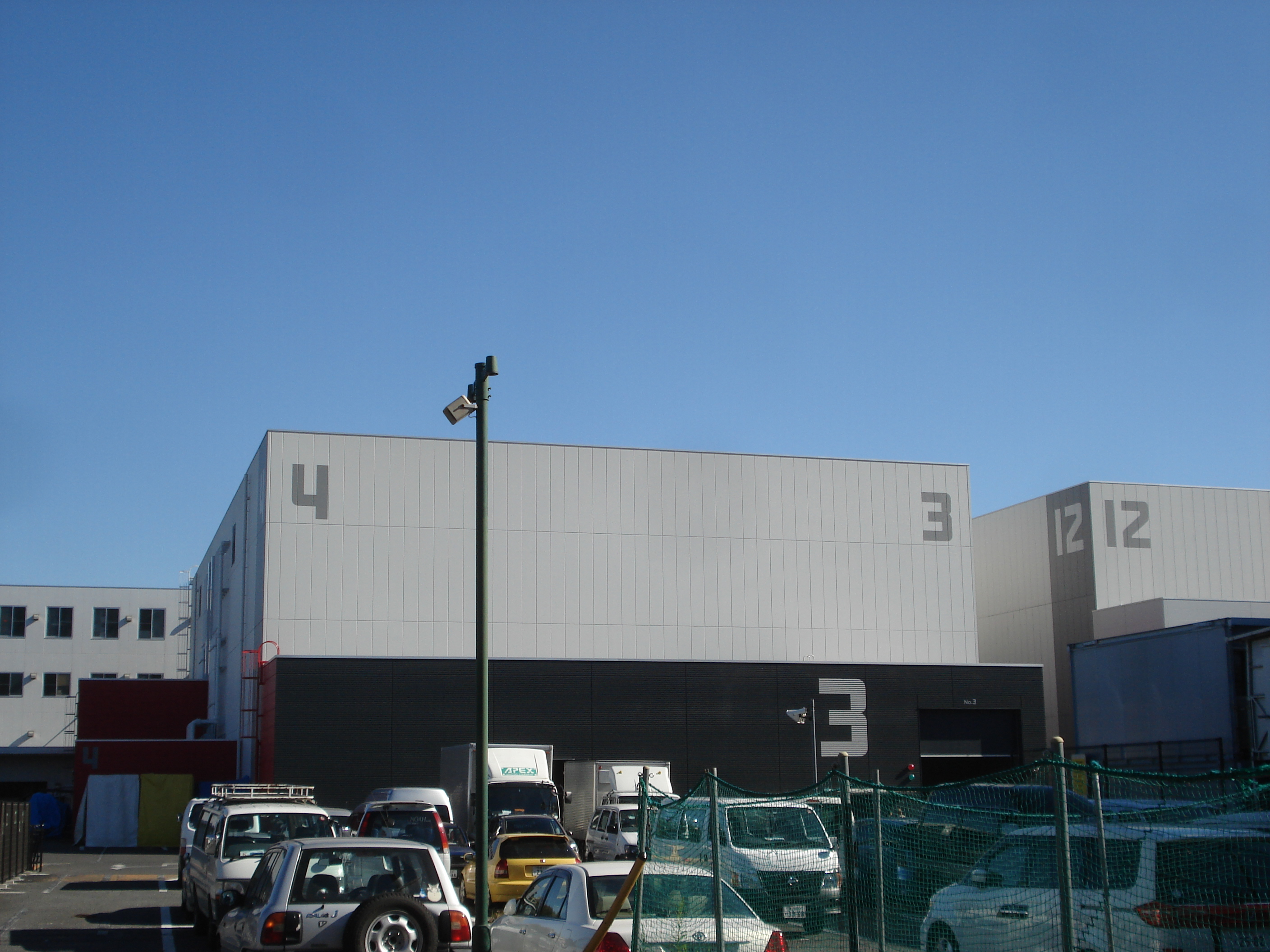
撮影が行われた東宝スタジオ第3ステージ

本作品は企画当初は1部作であったが、台本は3時間を超えるものになり、物語のスケールが1本の映画に収まりきらないということで、前後篇2部作に分け制作されることになった。各篇のタイトルは「前・後」とのダブル・ミーニングになっており、「漸」は「次第に上がっていく」、「爻」は「〆」を意味している。
完結編の製作については、関係者の一部にしか台本を渡さず、情報を制限して進められており、ゲストキャストも設定を知らないまま撮影に臨んでいる。
撮影は『SPEC〜零〜』の制作に続けて2013年2月18日、TBS緑山スタジオでクランクインし、3月31日に終了した。クライマックスである警視庁屋上アンテナのシーンは、直径16m、高さ2m27cmのセットを東宝スタジオ第3ステージに作成し、周辺の東京の風景を合成するため周囲360度にグリーンバックを設置し、クレーン撮影や大型扇風機による効果などを取り入れて約1週間にわたり撮影した。主なロケ地としてはセカイと白い女がいる海辺のシーンを、千葉県・九十九里浜の作田海岸で早朝のマジックアワーを狙い撮影した。
ポストプロダクションについては、『爻ノ篇』のCG部分制作が10月31日の時点でも続いていた。
2013年3月19日、ゲストキャストとして前作でシークレット出演だった向井理と、新キャストの大島優子らの出演が発表された。同年4月30日、公式サイトにおいて「予告状」と称し、当麻と瀬文が満開の桜をバックに『SPEC』の完結を告げる特別映像が公開された。5月29日には「ちょい出し映像」として本編映像を使用した30秒の特別映像が公式サイトで公開された。
キャッチコピーは「すべてが終わる。」「真実は己の中に」「歴史よ。静かに瞑目れ。」

### スタッフ
- 監督 - 堤幸彦
- 脚本 - 西荻弓絵
- 主題歌 - THE RiCECOOKERS（Anchor Records）
  - 漸ノ篇 - 「audioletter acoustic ver.」
  - 爻ノ篇 - 「audioletter」
- 挿入歌 - 佐野元春「彼女」
- 音楽 - 渋谷慶一郎、ガブリエル・ロベルト
- エグゼクティブプロデューサー - 濱名一哉
- プロデューサー - 植田博樹、今井夏木
- アソシエイトプロデューサー - 大原真人、渡邉敬介
- ラインプロデューサー - 市山竜次
- 撮影 - 斑目重友
- 照明 - 川里一幸
- 録音 - 臼井久雄
- 美術プロデューサー - 山下杉太郎
- 美術デザイン - 大木壮史
- 編集 - 伊藤伸行
- 記録 - 奥平綾子
- イメージボード - 奥山潔
- VE - 吉岡辰沖
- 装飾 - 大村充、山本直樹
- 現場編集 - 似内千晶
- ミュージックデザイン - 石井和之
- 音響効果 - 壁谷貴弘
- 助監督 - 白石達也
- 制作担当 - 植松育巳
- 宣伝プロデューサー - 小山田晶
- アシスタントプロデューサー - 楠千亜紀、谷鹿夏希
- 製作 - 「劇場版SPEC〜結〜漸ノ篇」・「劇場版SPEC〜結〜爻ノ篇」製作委員会（TBSテレビ、東宝、KADOKAWA、キングレコード、毎日放送、中部日本放送、オフィスクレッシェンド、RKB毎日放送、TCエンタテインメント、北海道放送）
- 制作 - オフィスクレッシェンド
- 配給 - 東宝

## 封切り
『漸ノ篇』は全国290スクリーンで公開され、11月2日・3日の土日2日間で動員34万5,921人、興行収入4億5,799万3,900円の成績となり全国映画動員ランキング第1位を記録した（興行通信社調べ）。公開初日の11月1日から連休最終日だった11月4日まで4日間の累計は動員71万9,966人、興収8億8,269万2,950円。観客の男女比は46対54で、年齢別では20代が最も多く37.3%、40代18%、30代14.8%、16 - 19歳が14.2%の比率となった。
11月10日には大ヒット御礼舞台挨拶がTOHOシネマズ六本木ヒルズで行われ、戸田・加瀬と岡田浩暉、松澤一之、載寧龍二が出席、観客動員数が100万人を突破したことと興収が12億円を超えたことが発表され、公開14日間で動員100万人を超えた前作『劇場版 SPEC〜天〜』よりも速いペースで動員を伸ばしたことが分かった。6週目で9位、累計動員202万821人、累計興収25億1,747万3,150円となった。
『爻ノ篇』は11月29日、全国292スクリーンでの公開に先駆け、前日の11月28日深夜にTOHOシネマズ六本木ヒルズにて戸田、加瀬、有村架純、神木隆之介、福田沙紀、安田顕、真野恵里菜、岡田浩暉、竜雷太、堤幸彦出席による舞台挨拶が行われ、全国89スクリーンで生中継された。これに続けて、全国の同じ会場で29日午前0時から本作品の「最速上映」が実施された。公開初週土日（11月30日、12月1日）の動員数は『漸ノ篇』を上回る39万3522人でランキング1位となり、興収4億3854万7100円を記録した。これに初日11月29日の成績を加えると3日間で動員52万2,659人、興収6億235万8,600円となり、男女比は50.4%対49.6%、年齢層は20代31.9%、16 - 19歳25%と若年層の比率が高くなっている。また、東宝はこの段階で前篇・後篇を合わせ興収50億が視野に入るという見込みを示した。公開4週目時点で累計動員は140万9,626人、累計興収は17億601万2,650円となった。
上映継続中の2014年1月に日本映画製作者連盟が発表した興行収入データでは、『漸ノ篇』が27.5億円、『爻ノ篇』が20.6億円。

## 関連商品

### Blu-ray / DVD
漸ノ篇は2014年6月27日、爻ノ篇は2014年7月11日に発売。発売元はTBS、販売元はTCエンタテインメント。スタンダード・エディション、プレミアム・エディションの映像特典ディスクは漸ノ篇、爻ノ篇共にBlu-ray版はBlu-rayでの収録となる。プレミアム・エディションの初回限定50名ランダム封入特典として、『劇場版 SPEC〜結〜』撮影使用の血染めの半紙を封入（『漸ノ篇』プレミアム・エディションBlu-ray、DVDにそれぞれ50枚、『爻ノ篇』プレミアム・エディションBlu-ray、DVDにそれぞれ50枚、合計200名ランダム封入）。
『漸ノ篇』は2014年7月7日付オリコン週間DVD・BDチャートの各映画部門で、DVD1.1万枚（総合4位）、BD1.1万枚（同5位）の売上を記録しランキング1位となった。『爻ノ篇』は7月21日付でDVD、BDとも1.3万枚の売上で、ランキングはDVD総合1位、BD総合2位でいずれもシリーズ最高の初動売上を記録した。
またTSUTAYAレンタルDVD / ブルーレイランキングでは、『漸ノ篇』が2014年6月23日付で初登場2位、『爻ノ篇』が7月7日付で初登場3位ののち、7月14日付ランキングで1位を記録した。
劇場版 SPEC〜結〜 漸ノ篇 スタンダード・エディション（2枚組）
- ディスク1：本編ディスク
- ディスク2：特典ディスク
  - SPEC archives 漸ノ篇

劇場版 SPEC〜結〜 漸ノ篇 プレミアム・エディション（3枚組）
- ディスク1：本編ディスク（スタンダード・エディションと共通）
- ディスク2：特典ディスク1（スタンダード・エディションと共通）
- ディスク3：特典ディスク2
  - 漸ノ篇ナビ番組-祝SPEC〜結〜公開前から大ヒット!-
  - THE RICECOOKERS「audioletter」ミュージックビデオ
  - 4分59秒でわかるSPEC
  - All SPEC works〜零甲乙丙丁戊己庚辛壬癸翔天結〜

- 封入特典
  - SPECialブックレット〜漸ノ篇〜
  - SPECialミニクリアファイル9種

- 初回限定特典
  - 当麻紗綾フィギュアストラップ

- 先着予約特典（外付け）
  - ポストカード（数種ランダム封入）

- クリアーブラックアウターケース付きマルチトレーデジパック仕様

劇場版 SPEC〜結〜 爻ノ篇 スタンダード・エディション（2枚組）
- ディスク1：本編ディスク
- ディスク2：特典ディスク
  - SPEC archives 爻ノ篇

劇場版 SPEC〜結〜 爻ノ篇 プレミアム・エディション（3枚組）
- ディスク1：本編ディスク（スタンダード・エディションと共通）
- ディスク2：特典ディスク1（スタンダード・エディションと共通）
- ディスク3：特典ディスク2
  - 爻ノ篇ナビ番組-「劇場版 SPEC〜結〜爻ノ篇」公開特番! 運命の刻 竜怒る!-
  - SPEC〜結〜オールアップ集
  - SPEC〜祭〜『ガチ瀬文NIGHT-命捨てます-』
  - 30秒のマル秘隠しコンテンツ見つけなっせ!!

- 封入特典
  - 『劇場版 SPEC〜結〜』オリジナルサウンドトラックCD
  - SPECialブックレット〜爻ノ篇〜

- 初回限定特典
  - 瀬文焚流フィギュアストラップ

- クリアーレッドアウターケース付きマルチトレーデジパック仕様

### 音楽商品
THE RiCECOOKERS「audioletter」
発売元：Anchor Records。2013年11月13日よりiTunes Storeで独占先行配信発売され、同年11月27日に発売のアルバム『parallax』に収録された。『漸ノ篇』で使用された「audioletter acoustic ver.」は未収録・未配信。ミュージック・ビデオは堤幸彦が監督し、吉川州役の北村一輝が出演している。

### 書籍
漫画
『SPEC〜零〜』などと同じく了春刀作画により、書き下ろしで漫画化。
- 漫画・了春刀、脚本・西荻弓絵『SPEC〜結〜』角川書店〈角川コミックス・エース〉、全2巻。
  1. （漸ノ篇）2013年11月2日発売、ISBN 978-4-04-120888-5
  2. （爻ノ篇）2013年12月4日発売、ISBN 978-4-04-120928-8

ノベライズ
角川文庫より刊行。脚本：西荻弓絵、ノベライズ：豊田美加。
「漸ノ篇」は2013年11月11日付のオリコン“本”ランキング文庫部門において、週間2.2万部の売上で7位を記録した。
- 劇場版SPEC〜結〜 漸ノ篇（2013年10月25日発売）ISBN 978-4-04-101056-3
- 劇場版SPEC〜結〜 爻ノ篇（2013年11月22日発売）ISBN 978-4-04-101119-5

シナリオ本
角川文庫より刊行。西荻弓絵の映画シナリオをそのまま書籍化。
- シナリオ 劇場版 SPEC〜結〜（2014年6月20日発売）ISBN 978-4-04-101621-3